# 延吉东路
延吉东路是中華人民共和國上海市楊浦區一條東西-南北走向道路，西起營口路-隆昌路，北至松花江路，道路全长1755米，宽度為20.3至24.2米，道路始建於1952年，路名來自於吉林延吉。